# استفان گاوشه
استفان گاوشه (انگلیسی: Stephan Gusche؛ زادهٔ ۱۳ فوریهٔ ۱۹۹۰) بازیکن فوتبال اهل آلمان است.
از باشگاه‌هایی که در آن بازی کرده‌است می‌توان به باشگاه فوتبال وهن ویسبادن و باشگاه فوتبال هانزا روستوک اشاره کرد.